# Санкт-Маргаретен (Бургенланд)
Санкт-Маргаретен (нім. Sankt Margarethen) — ярмаркова громада в політичному окрузі Айзенштадт-Умгебунг федеральної землі Бургенланд, в Австрії.
Санкт-Маргаретен лежить на висоті  151 м над рівнем моря і займає площу  26,5 км². Громада налічує 2710 мешканців. 
Густота населення 102/км².  
|                                           |
| Санкт-Маргаретен на мапі округу та землі. |

 Адреса управління громади: Hauptplatz 1, 7062 Sankt Margarethen im Burgenland. 

## Демографія
Історична динаміка населення міста за даними сайту Statistik Austria

## Виноски
1. ↑  Dauersiedlungsraum der Gemeinden Politischen Bezirke und Bundesländer - Gebietsstand 1.1.2018 — Статистичне управління Австрії.
2. ↑  Статистичне управління Австрії Bevölkerung am 1.1.2021 nach Ortschaften (Gebietsstand 1.1.2021)
3. ↑   www.st-margarethen.at
4. ↑  Gemeindedaten von Sankt Margarethen im Burgenland

| Австрія | Це незавершена стаття з географії Австрії. Ви можете допомогти проєкту, виправивши або дописавши її. |